# سیدر پوینت (کارولینای شمالی)
سیدر پوینت (به انگلیسی: Cedar Point) شهری در ایالت کارولینای شمالی کشور ایالات متحده آمریکا است که جمعیت آن در سرشماری سال ۲۰۱۰ میلادی، ۱٬۲۷۹ نفر بوده‌است.